# Metropolitano da Cidade do Panamá
O Metrô do Panamá é um sistema de metropolitano que opera em 2 distritos da Região Metropolitana da Cidade do Panamá, no Panamá. É operado pela Metro de Panamá S.A..
É composto atualmente por uma única linha em operação, a Linha 1, que possui 14 estações e 15,8 km de extensão. O sistema entrou em operação comercial no dia 5 de abril de 2014. A Linha 2 encontra-se em implantação, enquanto que a Linha 3 encontra-se em projeto.
Atualmente, atende somente os distritos da Cidade do Panamá e de San Miguelito. Entretanto, pretende-se expandir o sistema a fim de atender também o distrito de Arraiján. O sistema transporta uma média de 280 mil passageiros por dia.

## Linhas
O sistema é composto por uma única linha em operação, a Linha 1, além de mais 1 em obras. Cada linha é identificada por um algarismo e uma cor. A Linha 1, inaugurada em 2014, é constituída atualmente por 14 estações e 15,8 km de extensão.
A tabela abaixo lista o nome, a cor distintiva, as estações terminais, o ano de inauguração, a extensão e o número de estações tanto das linhas que estão em operação quanto das linhas em implantação:
| Linha | Cor      | Terminais                           | Ano de inauguração | Extensão | N.º de estações   |
| ----- | -------- | ----------------------------------- | ------------------ | -------- | ----------------- |
|       | Vermelha | Albrook ↔ Villa Zaita               | 2014               | 18,0 km  | 15                |
|       | Verde    | San Miguelito ↔ Nuevo Tocumen       | 2019               | 21,0 km  | 16 (+ 2 do ramal) |
|       | Violeta  | Estação Ciudad del Futuro ↔ Albrook | Em obras           | 24,5 km  | 12                |

## Estações
O sistema é composto por 14 estações em operação, das quais 8 são subterrâneas e 6 são elevadas. Além destas, mais 15 estações encontram-se em construção. As estações, tanto as que estão em operação quanto as que estão em implantação, são listadas a seguir:
| · Linha 1 | - Albrook - 5 de Mayo - Lotería - Santo Tomás - Iglesia del Carmen - Vía Argentina - Fernández de Córdoba - El Ingenio - 12 de Octubre - Pueblo Nuevo - San Miguelito - Pan de Azúcar - Los Andes - San Isidro - Villa Zaita                                                           |
| · Linha 2 | - San Miguelito - Paraíso - Circuentenario - Villa Lucre - El Crisol - Brisas del Golf - Cerro Viento - San Antonio - Pedregal - Don Bosco - Corredor Sur - Las Mañanitas - Hospital del Este - Altos de Tocumen - 24 de Diciembre - Nuevo Tocumen - ITSE (Ramal) - Aeropuerto (Ramal) |
| · Linha 3 | - Ciudad del Futuro - San Bernardino - Nuevo Arraiján - Vista Alegre II - Vista Alegre - Cerro Silvestre - Nuevo Chorrillo - Burunga - La Hacienda - Arraiján - Loma Cobá - Panamá Pacífico - Balboa - Albrook                                                                         |

## Expansão
Além da Linha 2, que está em construção, há projetos de expansão para que a rede chegue a nove linhas e 90 estações até o ano de 2040, aumentando a capacidade para o transporte de até 40 mil passageiros por hora.